# Arboretum de Charvols
El arboreto de Charvols (en francés: Arboretum de Charvols también conocido como Arboretum du Plateau de La Chaise-Dieu) es un arboreto de 3 hectáreas de extensión, en Malvières, departamento de Haute-Loire, Auvernia, Francia.

## Localización

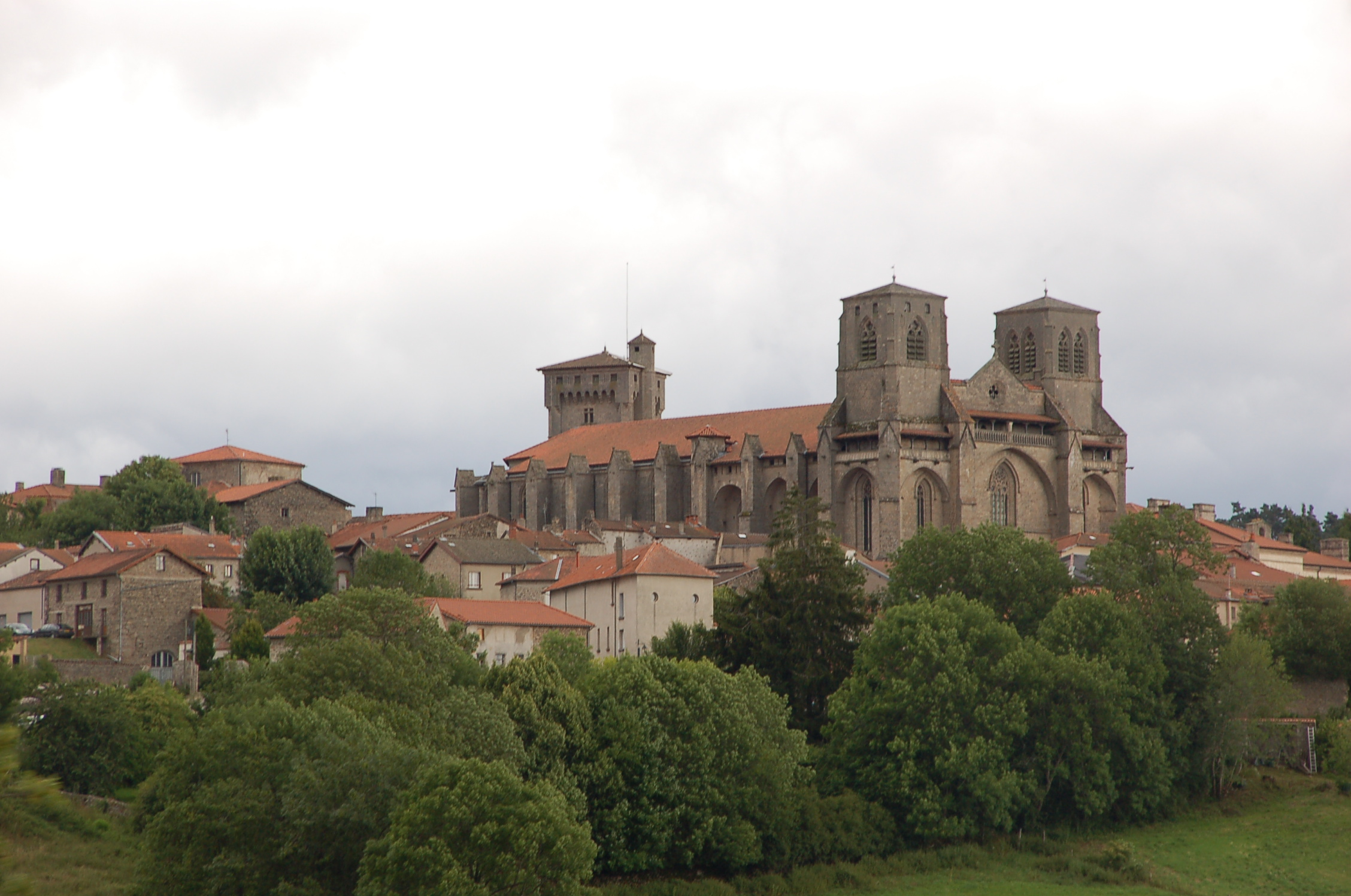
La abadía "Saint-Robert de la Chaise-Dieu" se encuentra en la proximidad

El Arboretum de Charvols se encuentra en el interior del "forêt du plateau La Chaise-Dieu" a una altitud de 900 m s. n. m., lo que le permite tener unas excelentes vistas panorámicas sobre el valle de "la Dore", las villas de Arlanc, Marsac y Ambert así como de los montes  de Livradois y de Forez.
La abadía "Saint-Robert de la Chaise-Dieu" se encuentra en la proximidad.
Se encuentra abierto algunos días de la semana en los meses cálidos del año, se cobra una tarifa de entrada.

## Historia
Plantado en la primavera de 1993 en una antiguo desmonte para uso agrícola en el medio de la "forêt du plateau de La Chaise-Dieu". 
Fue iniciado por el "Centro de Estudios Técnicos y Económicos del bosque" « Centre d'études techniques et économiques de la forêt »(CETEF) del Alto Loira con el "SIVOM" del cantón de La Chaise-Dieu (ahora "Mancomunidad de Municipios de la meseta de La Chaise-Dieu") « Communauté de communes du plateau de la Chaise-Dieu » y la "Dirección Departamental Agropecuaria y Forestal" « Direction départementale de l'agriculture et de la forêt »(DDAF).
Los objetivos fueron definidos con el "Centro regional de la propiedad forestal" « Centre régionale de la propriété forestière » (CRPF) y el asesoramiento de la "Oficina Nacional Forestal" « Office national des forêt » (ONF), CEMAGREF y el "Instituto Nacional de Investigación Agronómica" « Institut national de la recherche agronomique » (INRA). 
El principal objetivo es experimentar con especies de árboles, incluyendo las frondosas de hojas anchas caducifolios para el enriquecimiento de los recursos forestales, con la eliminación de especies introducidas y la difusión de unos resultados lo más amplios posibles. 
Pero también el inicio del conocimiento del entorno forestal para el público en general y para los escolares.

## Colecciones
Actualmente el cuenta con cerca de 100 parcelas con colecciones que contienen 97 especies entre las cuales 34 son coníferass, 38 frondosas, 25 arbustos y frutales.
El factor de recuperación de la mayoría de las especies en general es bueno (excepto en las exóticas) y es interesante ver la diferencia en el crecimiento entre las plantas. 
Regularmente para mantenerlo se permite el paso de los visitantes en sus pasillos. 
Este es un arboreto experimental para juzgar la capacidad de cada especie para sobrevivir en el bosque.